# Martin Cüppers
Martin Cüppers (* 1966 in Trier) ist ein deutscher Historiker und wissenschaftlicher Leiter der Forschungsstelle Ludwigsburg.

## Biografie
Martin Cüppers, Sohn des Archäologen Heinz Cüppers, absolvierte ein Studium der Geschichte und Romanistik an der Universität Trier und der Humboldt-Universität zu Berlin, das er 2001 beendete. Mit einer Dissertation über die Wegbereiter der Shoah wurde er 2004 an der Universität Stuttgart zum Dr. phil. promoviert. Zudem war er für die BBC als Rechercheur tätig. Im April 2005 wurde Cüppers wissenschaftlicher Mitarbeiter der Forschungsstelle Ludwigsburg und folgte 2014 dem in den Ruhestand getretenen Klaus-Michael Mallmann als wissenschaftlicher Leiter dieser Einrichtung nach. Er habilitierte sich 2013 an der Universität Stuttgart, wo er als Privatdozent auch am dortigen Historischen Institut – Abteilung Neuere Geschichte tätig ist.
Cüppers forscht zum Holocaust, Antisemitismus, zu NS-Verbrechen und deren justizieller Aufarbeitung, NS-Tätern sowie der Beziehungsgeschichte vom Nationalsozialismus zur Arabischen Welt. Er ist Autor und Herausgeber diverser Fachpublikationen.

## Schriften (Auswahl)
Monographien
- Wegbereiter der Shoah. Die Waffen-SS, der Kommandostab Reichsführer-SS und die Judenvernichtung 1939–1945 (= Veröffentlichungen der Forschungsstelle Ludwigsburg der Universität Stuttgart. 4). Wissenschaftliche Buchgesellschaft, Darmstadt 2005, ISBN 3-534-16022-3 (Zugleich: Stuttgart, Universität, Dissertation, 2004).
- mit Klaus-Michael Mallmann: Halbmond und Hakenkreuz. Das Dritte Reich, die Araber und Palästina (= Veröffentlichungen der Forschungsstelle Ludwigsburg der Universität Stuttgart. 8). Wissenschaftliche Buchgesellschaft, Darmstadt 2006, ISBN 3-534-19729-1.
- Walther Rauff – in deutschen Diensten. Vom Naziverbrecher zum BND-Spion (= Veröffentlichungen der Forschungsstelle Ludwigsburg der Universität Stuttgart. 24). Wissenschaftliche Buchgesellschaft, Darmstadt 2013, ISBN 978-3-534-26279-3.

Herausgeberschaft
- Ghetto Warschau. Aufstand und Vernichtung im Stroop-Bericht. Neuedition mit Zusatzdokumenten. Metropol-Verlag, Berlin 2025, ISBN 978-3-86331-786-7:
- mit Klaus-Michael Mallmann, Jürgen Matthäus und Andrej Angrick: Die „Ereignismeldungen UdSSR“ 1941. Für Konrad Kwiet zum 70. Geburtstag (= Dokumente der Einsatzgruppen in der Sowjetunion. 1 = Veröffentlichungen der Forschungsstelle Ludwigsburg der Universität Stuttgart. 20). Wissenschaftliche Buchgesellschaft, Darmstadt 2011, ISBN 978-3-534-24468-3.
- mit Andrej Angrick, Klaus-Michael Mallmann und Jürgen Matthäus: Deutsche Besatzungsherrschaft in der UdSSR. 1941–1945 (= Dokumente der Einsatzgruppen in der Sowjetunion. 2 = Veröffentlichungen der Forschungsstelle Ludwigsburg der Universität Stuttgart. 23). Wissenschaftliche Buchgesellschaft, Darmstadt 2013, ISBN 978-3-534-24890-2.
- mit Jürgen Matthäus und Andrej Angrick: Naziverbrechen. Täter, Taten, Bewältigungsversuche (= Veröffentlichungen der Forschungsstelle Ludwigsburg der Universität Stuttgart. 25). Wissenschaftliche Buchgesellschaft, Darmstadt 2013, ISBN 978-3-534-26311-0.
- mit Klaus-Michael Mallmann, Jürgen Matthäus und Andrej Angrick: Deutsche Berichte aus dem Osten 1942–1943 (= Dokumente der Einsatzgruppen in der Sowjetunion. 3 = Veröffentlichungen der Forschungsstelle Ludwigsburg der Universität Stuttgart. 26). Wissenschaftliche Buchgesellschaft, Darmstadt 2014, ISBN 978-3-534-26463-6.